# Charlie Rogers (giocatore di football americano)
John Edward Rogers, detto Charlie (Cliffwood, 19 giugno 1976), è un ex giocatore di football americano statunitense che ha militato nel ruolo di running back e kick returner nella National Football League (NFL).

## Carriera
Rogers fu scelto nel corso del quinto giro (152º assoluto) del draft NFL 1999 dai Seattle Seahawks. Nella sua stagione da rookie guidò la NFL in yard ritornate su punt. Ritornò anche un kickoff per 85 yard in touchdown nella sconfitta dei Seahawks contro i Miami Dolphins nei playoff 1999-2000 (gli ultimi punti segnati da un giocatore dei Seahawks nella storia del Kingdome).
Rogers fu scelto come 13º assoluto dagli Houston Texans Expansion Draft NFL 2002. In seguito giocò anche per i Buffalo Bills e per i Dolphins.

## Palmarès
- First-team All-Pro: 1

1999
- PFWA All-Rookie Team - 1999